# Список награждённых медалью Ingenio et Arti

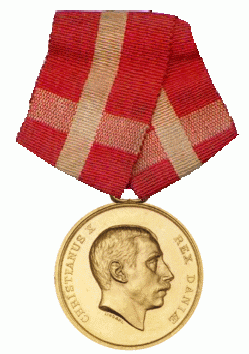
Медаль Ingenio et Arti

Ingenio et arti — датская гражданская медаль, которой награждаются заслуженные датские и иностранные деятели науки и культуры. Была учреждена в 1841 году королём Кристианом VIII.

## Награжденные в XIX веке
- 1841 — Charles-Henri Ternaux-Compans[дат.] (1807-1864), французский писатель и историк
- 1841 — Auguste Jal[дат.] (1795-1873), французский морской офицер и писатель
- 1841 — Hippolyte Gaucheraud (?-1874), французский историк
- 1841 — Jean Jacques Altmeyer[дат.] (1804-1877), бельгийский историк
- 1841 — Rudolph Christian Böttger[нем.] (1806-1881), немецкий химик и физик
- 1841 — Jens Peter Møller[дат.] (1783-1854), художник, реставратор
- 1842 — Алексис Сен-При (фр. Alexis de Saint-Priest; 1805-1851), французский дипломат и историк
- 1846 — Карл Людвиг Хенке (нем. Karl Ludwig Hencke; 1793-1866), немецкий астроном
- 1846 — Петер Вильхельм Лунн (дат. Peter Wilhelm Lund; 1801-1880), датский ботаник, зоолог и палеонтолог
- 1846 — Иоганн Готтфрид Галле (нем. Johann Gottfried Galle; 1812-1910), немецкий астроном
- 1857 — Edward Young (1823-1882), австро-венгерский художник
- 1857 — Christian Høegh-Guldberg[дат.] (1802-1879), офицер и мастер пиротехники
- 1857 — Christopher Budde-Lund[дат.] (1807-1861), датский офицер и картограф
- 1858 — Frederik baron Rosenkrantz (1822-1905), датский офицер
- 1858 — Carl Georg Enslen[англ.] (1792-1866), австрийский художник
- 1858 — Benjamin Leja[дат.] (1797-1870), шведский придворный окулист
- 1859 — Bernhard Carl Levy (1817-1863), французский химик
- 1860 — Maria Bojesen (1807-1898), датская писательница
- 1861 — Jacob Kornerup[дат.] (1825-1913), датский археолог и художник
- 1861 — Carl Johan Anker[дат.] (1835-1903), норвежский офицер и писатель
- 1861 — Rudolph Striegler[дат.] (1816-1876), королевский придворный фотограф
- 1861 — Vilhelm Christesen[дат.] (1822-1899), датский ювелир и мастер серебряных изделий
- 1862 — Peter Emanuel Schmidt (1829-1893), придворный и военный мастер музыкальных инструментов
- 1862 — Вильма Неруда (нем. Wilhelmina Neruda; 1838-1911), чешская скрипачка
- 1862 — Jules Delépierre (1820-?), французский музыкант
- 1862 — Abraham Lundquist (1817-1892), шведский музыкальный издатель

## Награжденные в XX веке

### 1901-1910
- 1907 — Бетти Нансен (дат. Valborg Borchsenius; 1873-1943), датская актриса театра и кино, театральный режиссёр
- 1907 — Erika Wedekind (1869-1944), немецкая оперная певица
- 1907 — Arthur Schulz (1873-1943), немецкий скульптор
- 1908 — Nielsine Petersen[дат.] (1853-1916), датский скульптор
- 1908 — Emma Thomsen (1863-1910), датская актриса
- 1909 — Sara Jane Cahier[англ.] (1875-1951), американская оперная певица
- 1910 — Анна Блох (дат. Anna Bloch; 1868-1953), датская актриса
- 1910 — Mathilde Mann[нем.] (1859-1925), немецкий  переводчик и редактор
- 1910 — Ода Нильсен (дат. Oda Nielsen; 1851-1936), датская театральная актриса
- 1913 — Анна Анкер (дат. Anna Ancher; 1859-1935), датская художница
- 1913 — Юханна Дюбвад (1867-1950), норвежская театральная актриса
- 1915 — Элисабет Донс (дат. Elisabeth Dons; 1864-1942),  датская оперная певица
- 1915 — Anders de Wahl[англ.] (1869-1956), шведский актер
- 1916 — Ellen Beck (1873-1953), датская певица
- 1917 — Эмилия Ульрих (дат. Emilie Ulrich; 1872-1952),  датская оперная певица
- 1918 — Йоханна Стокмарр (дат. Johanne Stockmarr; 1869-1944),  датская пианистка
- 1918 — Вальборг Боршениус (дат. Valborg Borchsenius; 1872-1949),  датская балерина и балетный педагог

### 1911-1920
- 1921 — Marie Leconte[фр.] (1869-1947), французская актриса
- 1922 — Berta Morena[нем.] (1878-1952), немецкая оперная  певица
- 1922 — Элна Йорген-Йенсен (дат. Elna Jørgen-Jensen; 1890-1969), датская балерина и балетный педагог
- 1922 — Jonna Neiiendam[дат.] (1872-1938), датская актриса
- 1922 — Бодиль Ипсен (дат. Bodil Ipsen; 1889-1964),  датская актриса и кинорежиссёр
- 1922 — Tenna Kraft[дат.] (1885-1954), датская оперная певица
- 1923 — Сигрид Нейендам (дат. Sigrid Neiiendam; 1868-1955), датская театральная актриса
- 1923 — Агнес Адлер (дат. Agnes Adler; 1865-1935), датская пианистка
- 1923 — Adeline Genée[англ.] (1878-1970), датская и британская балерина
- 1924 — Dien Logeman (1864-1925), бельгийский переводчик
- 1924 — Mathilde Nielsen (1858-1945), датская актриса
- 1925 — Anna Theresia Jacobsen (1857-1926), датская актриса
- 1926 — Ида Мёллер (дат. Ida Møller; 1872-1947), датская оперная  певица
- 1926 — Ingeborg Nørregaard Hansen[дат.] (1874-1941), датская оперная  певица
- 1926 — Paul Rung-Keller[дат.] (1879-1966), датский композитор, органист и знаток колоколов.
- 1927 — Анна Павловна Павлова (1882-1931), русская балерина
- 1927 — Анна Мари Карл-Нильсен (дат. Anne Marie Carl Nielsen; 1863-1945), датский скульптор
- 1928 — Нанни Исидора Ларсен-Тодсен (швед. Nanny Isidora Larsén-Todsen; 1884-1982), шведская оперная певица
- 1928 — Мария Ерица (нем. Maria Jeritza; 1887-1982), австрийская и американская оперная певица
- 1928 — Гертруда Польсон-Веттергрен (швед. Gertrud Pålson-Wettergren; 1897-1991), шведская оперная певица
- 1929 — Gerda Christophersen[дат.] (1870-1947),  датская актриса, певица, театральный режиссер и писатель

### 1931-1940
- 1931 — Emmi Leisner (1886-1958), немецкая оперная певица
- 1931 — Бруниус, Паулина (швед. Pauline Brunius; 1881-1954), шведская актриса, сценаристка и театральный режиссёр
- 1931 — Clara Pontoppidan[дат.] (1883-1975),  датская актриса
- 1931 — Gabrielle Robinne[англ.] (1886-1980),  французская актриса театра и кино
- 1931 — Suzanne Devoyod[фр.] (1867-1954), французская актриса
- 1932 — Элизабет Шуман (нем. Elisabeth Schumann; 1891-1952), немецкая оперная певица
- 1932 — Bergliot Ibsen[англ.] (1869-1953), норвежская оперная певица
- 1932 — Слот-Мёллер Агнес (дат. Agnes Slott-Møller; 1862-1937), датская художница
- 1933 — Else Skouboe (1898-1950), датская актриса
- 1933 — Херцберг Брита (швед. Britta Hertzberg; 1901-1976), шведская оперная певица
- 1933 — Jeanne-Louise Ternaux-Compans Hermite (1886-1958), французский писатель
- 1933 — Фрида Ляйдер (нем. Frieda Leider; 1888-1975), немецкая оперная певица, оперный режиссёр и музыкальный педагог
- 1933 — Hans Hartvig Seedorff[дат.] (1892-1986), датский писатель и поэт
- 1933 — Poul Reumert[дат.] (1883-1968), датский актер
- 1934 — Axel Juel[дат.] (1883-1948), датский писатель, поэт и переводчик
- 1934 — Karen Caspersen[дат.] (1890-1941), датская актриса
- 1934 — Ingeborg Steffensen[дат.] (1888-1964), датская оперная певица
- 1934 — Гюрита Лемке (дат. Gyrithe Lemche; 1866-1945), датская писательница, активистка движения за права женщин и историк
- 1934 — Helga Görlin (1900-1993), шведская оперная певица
- 1934 — Kaja Eide Norena[норв.] (1884-1968), норвежская оперная певица
- 1934 — Augusta Blad[дат.] (1871-1953), датская актриса
- 1934 — Улла Поульсен Скоу (дат. Ulla Poulsen Skou; 1905-2001), датская балерина и актриса
- 1935 — Гунна Бройнинг-Сторм (дат. Gunna Breuning-Storm; 1891-1966), датская скрипачка и преподавательница музыки
- 1935 — Carl Gandrup[дат.] (1880-1936), датский сценарист и писатель
- 1936 — Tora Teje[швед.] (1893-1970), шведская актриса
- 1936 — Хильда Боргстрём (дат. Hilda Borgström; 1871-1953), шведская актриса театра и кино
- 1936 — Agnes Lindh[швед.] (1872-1952), финская актриса
- 1936 — Мельхиор Лауриц (дат. Lauritz Melchior; 1890-1973), датский оперный певец
- 1937 — Agis Winding (1875-1943), датская актриса
- 1937 — Lilly Lamprecht[дат.] (1887-1976), датская оперная певица
- 1937 — Мадлен Бревиль-Сильвен (фр. Madeleine Bréville-Silvain; 1909-?), французская актриса
- 1938 — Else Højgaard[дат.] (1906-1979), датская балерина и актриса
- 1938 — Margot Lander[англ.] (1910-1961), датская балерина
- 1938 — Henrik Bentzon[дат.] (1895-1971), датский актер
- 1939 — Johannes Buchholtz[дат.] (1882-1940), датский писатель
- 1939 — Ellen Jørgensen[дат.] (1877-1948), датский историк и библиотекарь
- 1939 — Karin Nellemose[дат.] (1905-1993), датская актриса
- 1939 — Robert Storm Petersen[дат.] (1882-1949), датский художник, писатель, актер и изобретатель
- 1940 — Charlotte Wiehe-Berény[дат.] (1865-1947),  датская актриса, балерина и певица

### 1941-1950
- 1941 — Вальфрид Пальмгрен (дат. Valfrid Palmgren; 1877-1967), шведский и датский педагог, общественный и политический деятель
- 1941 — Anna Borg[дат.] (1903-1963), датская актриса
- 1942 — Else Schøtt[англ.] (1895-1989), оперная певица
- 1947 — Хенрик Лунд (дат. Henrik Lund; 1875-1948), гренландский поэт и композитор
- 1947 — Evelyn Heepe (1880-1955), датский декламатор
- 1947 — Herluf Jensenius[дат.] (1888-1966), датский художник и иллюстратор
- 1948 — Mogens Wöldike[дат.] (1897-1988), датский руководитель хора, органист и дирижер
- 1948 — Kaare Borchsenius (1874-1960), датский режиссер
- 1949 — Edith Rode[дат.] (1879-1956), датская писательница, поэтесса и журналистка
- 1949 — Альберт Хёэберг (дат. Albert Høeberg; 1879-1949), датский оперный певец
- 1949 — Hans Beck (1861-1952), датский танцор, хореограф и балетмейстер
- 1950 — Henrik Malberg[дат.] (1873-1958), датский актер театра и кино
- 1950 — Robert Neiiendam[дат.] (1880-1960), датский актер, историк театра и директор музея
- 1950 — Карен Бликсен (дат. Karen Blixen; 1885-1962), датская писательница
- 1950 — Ellen Gottschalch[дат.] (1894-1981), датская актриса

### 1951-1960
- 1951 — Béatrice Bretty[фр.] (1893-1982), французская актриса
- 1951 — Якоб Палудан (дат. Jacob Paludan; 1896-1975), датский писатель и эссеист
- 1951 — Thorkild Roose[дат.] (1874-1961), датский актер и театральный режиссер
- 1951 — Бодиль Кьер (дат. Bodil Kjer; 1917-2003), датская актриса
- 1951 — Gerda Karstens[англ.] (1903-1988),  датская балерина
- 1952 — Йонатан Петерсен (дат. Jonathan Petersen; 1881-1961), гренландский композитор, поэт и музыкант
- 1952 — Thomas Jensen (1898-1963), датский дирижер и виолончелист
- 1953 — Else Brems[дат.] (1908-1995), датская оперная певица
- 1954 — Poul Wiedemann[дат.] (1890-1969), датский оперный певец
- 1954 — Erik Henning-Jensen[дат.] (1887-1954), датский театральный режиссер и актер
- 1955 — Paul Bergsøe (1872-1963),  датский промышленник, инженер-строитель и писатель
- 1955 — Джин Хершолт (англ. Jean Hersholt; 1886-1956), американский киноактёр и переводчик
- 1955 — Маргарет Рутерфорд (англ. Margaret Rutherford; 1892-1972), британская актриса
- 1955 — Johannes Meyer[дат.]* (1884-1972), датский киноактер
- 1956 — Holger Byrding (1891-1980), датский оперный певец

### 1961-1970
- 1961 — Sam Besekow (1911-2001), датский актер, театральный режиссер и писатель
- 1963 — Карл Теодор Дрейер (дат. Carl Theodor Dreyer; 1889-1968), датский кинорежиссёр и сценарист
- 1964 — Виктор Схиэлер (дат. Victor Schiøle; 1899-1967), датский пианист
- 1966 — Julius Bomholt[дат.] (1896-1969), датский политик и писатель
- 1969 — Harald Lander[дат.] (1905-1971), датский танцор, хореограф и художественный руководитель Датского королевского балета
- 1969 — Einar Nørby[дат.] (1896-1983), датский оперный певец
- 1970 — Svend Thorsen (1895-1971), датский писатель и редактор

### 1971-1980
- 1971 — Карл Эрик Сойя (дат. Carl Erik Soya; 1896-1983),  датский писатель, драматург и журналист
- 1971 — Elith Pio[дат.] (1887-1983), датский актер
- 1972 — Christian Elling (1901-1974), датский историк искусства и исследователь архитектуры
- 1972 — John Price (1913-1996), датский актер и режиссер
- 1973 — Hans Bendix[дат.] (1898-1984), датский художник й живописец
- 1973 — Биргит Нильссон (швед. Birgit Nilsson; 1918-2005), шведская оперная певица
- 1974 — Торбен Антон Свенсен (дат. Torben Anton Svendsen; 1904-1980),  датский виолончелист и режиссёр
- 1978 — Петер Вильгельм Глоб (дат. Peter Vilhelm Glob; 1911-1985), датский археолог и директор Национального музея Дании

### 1981-1990
- 1981 — Вильям Хейнесен (фар. William Heinesen, 1900-1991),  фарерский поэт , писатель, композитор и художник
- 1985 — Пит Хейн-младший (дат. Piet Hein, 1905-1996),  датский учёный, писатель, изобретатель, художник и инженер
- 1986 — Марта Грэм (англ. Martha Graham, 1894-1991), американская танцовщица и хореограф
- 1986 — Knud W. Jensen[дат.] (1916-2000), основатель Музея современного искусства Луизианы в Дании
- 1989 — F.J. Billeskov Jansen (1907-2002), датский историк литературы и писатель
- 1990 — Erik Fischer[дат.] (1920-2011),  датский историк искусства

### 1991-2000
- 1992 — Олаф Ольсен (дат. Olaf Olsen; 1928-2015), датский историк и археолог
- 1994 — Niels Bjørn Larsen[дат.] (1913-2003), датский артист балета, хореограф и балетмейстер
- 1995 — Francesco Cristofoli[дат.] (1932-2004), датский дирижер и оперный руководитель
- 1998 — Jørgen Reenberg[дат.] (род. 1927), датский киноактер
- 1999 — Bjørn Nørgaard[дат.] (род. 1947), датский скульптор и исполнитель перформансов

## Награжденные в XXI веке
- 2001 — Kirsten Simone[дат.] (род. 1934), балерина
- 2001 — Пер Киркебю (дат. Per Kirkeby; 1938-2018), художник, скульптор, писатель и архитектор
- 2006 — Гита Нёрбю (дат. Ghita Nørby; род. 1935), актриса театра и кино
- 2011 — Kasper Holten[дат.] (род. 1973), театральный режиссёр
- 2013 — Hans Edvard Nørregård-Nielsen (род. 1945), историк-искусствовед